# 溪洲 (臺中市)
溪洲，是臺灣臺中市大安區的一個傳統地域名稱，位於該區中部。相較於今日行政區，其範圍大致包括龜殼里不含西南部、西安里最南端、松雅里西南部邊界地帶。

## 歷史
台灣清治末期，溪洲地區為一街庄，稱為「溪洲庄」，隸屬於苗栗三堡。該庄西北臨台灣海峽，北及東隔溫寮溪與海墘厝庄、下腳踏庄、松仔腳庄、橫圳庄、庄尾庄為界，南邊東側為牛埔庄，南邊西側及西南邊為龜殼庄。
1901年（日明治三十四年）11月，全台廢縣廳改設二十廳，該庄隸屬於苗栗廳。1903年（明治三十六年）6月，該庄編入「十八庄區」，仍隸屬於苗栗廳。1909年（明治四十二年）10月，全台二十廳合併為十二廳，苗栗廳廢止，十八庄區改隸屬於臺中廳。1920年（大正九年），全台地方制度大改正，該庄改制為「溪洲」大字，隸屬於臺中州大甲郡大安庄。
戰後大安庄改制為大安鄉，隸屬於臺中縣，大字亦改制為村。1950年10月，中、彰、投分治，大安鄉隸屬不變。2010年12月，隨著臺中縣、市合併為直轄臺中市，大安鄉改制為大安區，村亦改制為里。

## 聚落
本地區發展較早的聚落為下溪洲，在日治期初期的官方地圖上已有記載。此外，本地區尚有溪洲莊聚落。

## 交通
省道台61線又稱「西部濱海快速公路」，是新北市八里至臺南市安南的快速公路，大致以東北—西南走向繞大彎轉北向南經過溪洲地區西北部，由此可快速前往台灣西部海岸各地。
區道中7線（中山南路）是田心子至水汴頭道路，大致以北偏西—南偏東走向蜿蜒經過本地區西北部，並穿越台61線高架橋下。由該道路向北偏西可前往海墘厝、北汕、下大安、田心子並止於安田庄，向南偏東可前往龜殼、中庄、東勢尾、六塊厝東北部的水汴頭聚落並止於省道台1線路口。
區道中16線（龜殼路）是下龜殼至牛埔子的道路，大致以西北—東南走向蜿蜒經過本地區南部邊界地帶。由該道路向西北可前往龜殼中部偏南的區道中7線路口，向東南可前往牛埔東南端並止於牛埔極東點附近的區道中18線路口。
區道中17線（中松路）是松子腳至南埔的道路，大致以東北—西南走向蜿蜒經過本地區東南部。由該道路向東北可前往松子腳並止於市道132號路口，向西南可前往牛埔、三塊厝與福興交界地帶、福興西北端、中庄東南部大安市區、南庄、南埔並止於大甲溪北岸的南埔堤防道路路口。

## 學校
- 三光國小